# TEENick
TEENick war ein Programmblock auf dem US-Sender Nickelodeon und ging 2001 zum ersten Mal auf Sendung. Das Programm beinhaltet meistens Serien für Jugendliche im Alter zwischen 8 und 13 Jahre. Der Programmblock wurde am 27. September 2009 eingestellt, jedoch wurde der Sender TeenNick auf dem Sendeplatz von The N gestartet. Er ersetzt den Programmblock.

## Serien
TEENick strahlte die gleichen Folgen wie Nick aus.
- Romeo!
- Drake & Josh
- Unfabulous
- Neds ultimativer Schulwahnsinn
- Zoey 101
- Just for Kicks
- Rebelde Way – Leb’ dein Leben
- Genie in the House
- Just Jordan
- Naked Brothers Band
- iCarly
- True Jackson
- Dance on Sunset
- Die Amanda Show
- Teenage Robot
- All Grown Up – Fast erwachsen
- Victorious
- Henry Danger